# Le Sueur
Le Sueur è una città degli Stati Uniti d'America, situata in Minnesota, nella Contea di Le Sueur e in parte nella Contea di Sibley.